# R-Point
Pour plus de détails, voir Fiche technique et Distribution.
R-Point (알포인트) est un film sud-coréen réalisé par Kong Su-chang, sorti le 13 août 2004.

## Synopsis
Viêt Nam en 1972, après avoir reçu un message de détresse de soldats disparus six mois auparavant, une troupe de soldats sud-coréens (alliés des Américains) est envoyée au R-Point à leur recherche. Seulement cette zone a très mauvaise réputation...

## Fiche technique
- Titre : R-Point
- Titre original : 알포인트
- Réalisation : Kong Su-chang
- Scénario : Kong Su-chang
- Production : Choi Kang-hyeok et Jang Yun-hyeon
- Musique : Dal Palan
- Photographie : Seok Hyeong-jing
- Montage : Nam Na-yeong
- Pays d'origine : Corée du Sud
- Langue : coréen
- Format : Couleurs - 1,85:1 - Dolby Digital - 35 mm
- Genre : Guerre, horreur
- Durée : 106 minutes
- Date de sortie : 13 août 2004 (Corée du Sud)

## Distribution
- Kam Woo-seong (VF : Bruno Magne) : Choi Tae-in
- Son Byung-ho
- Oh Tae-kyung
- Park Won-sang
- Lee Seon-gyun
- Ahn Nae-sang
- Kim Byeong-cheol
- Jeon Kyeong-ho (VF : Marc Perez) :  Soldat Lee Jae-pil
- Mun Yeong-dong

## Autour du film
- Le film a été tourné principalement dans la station d'altitude de Bokor au Cambodge.